# 로렌스 스페리

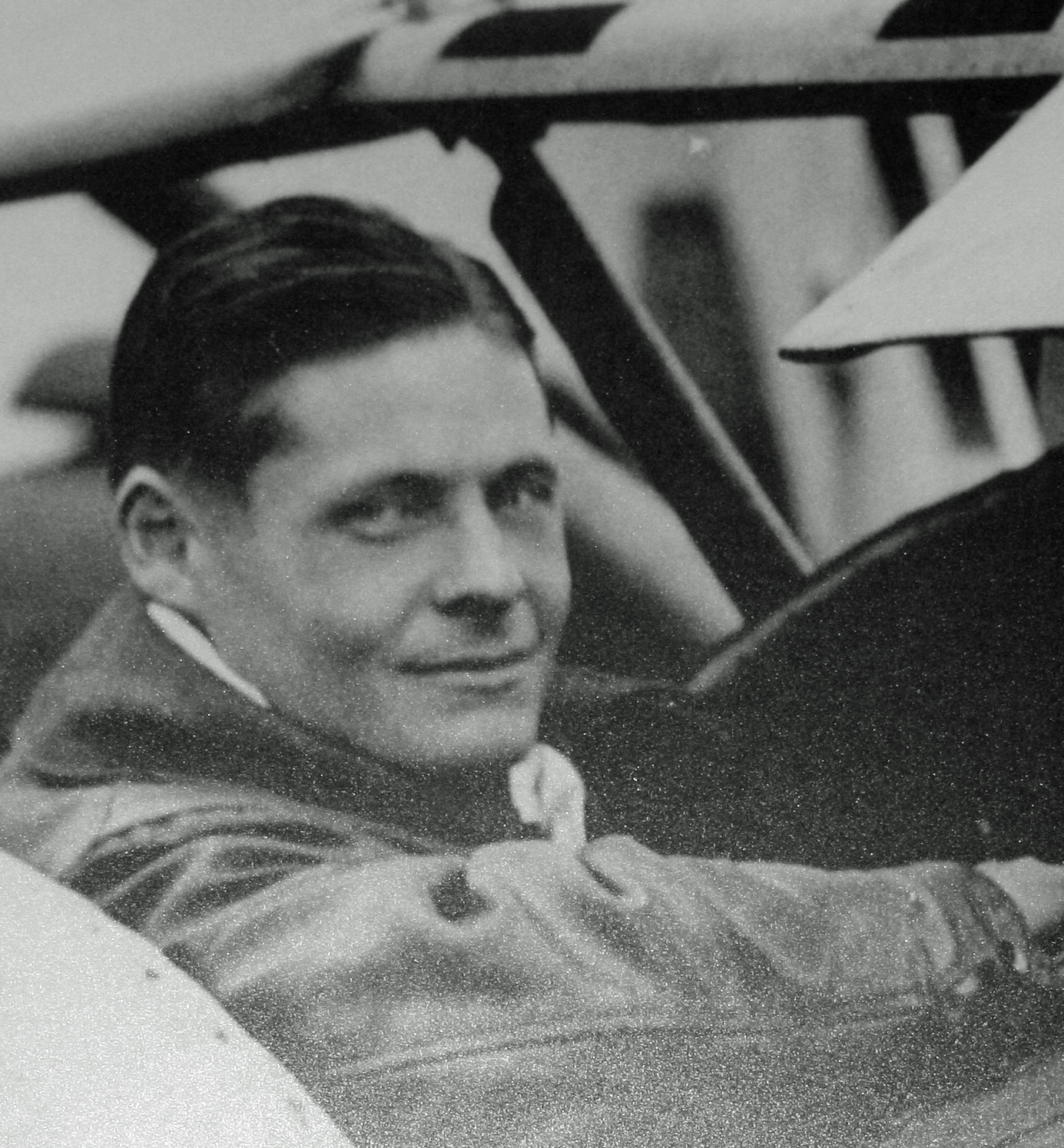
로렌스 스페리

로렌스 스페리(Lawrence Sperry, 1892년 12월 21일~1923년 12월 13일)는 미국의 항공 기술자다. 회전 나침반의 공동 발명가인 엘머 앰브로즈 스페리(Elmer Ambrose Sperry)와 줄라 스페리 사이에서 3남으로 태어나 오토파일럿과 인공 수평기를 개발했다. 1916년 비행기 내에서 도로시 라이스 심스(Dorothy Rice Sims)와 성관계를 가졌는데, 이는 처음으로 비행기 내에서 성관계를 가진 사례로 알려져 있다. 1918년 영화배우 위니프레드 앨런(Winifred Allen)과 결혼했는데, 뉴욕주 서퍽군 애미티빌(Amityville)에서 거버너스섬까지 비행했던 그들을 일컬어 플라잉 매거진에서는 '처음으로 비행 허니문을 한 커플'이라고 일컬었다. 1923년 12월 13일 영국에서 버빌-스페리 M-1 메신저(Verville-Sperry M-1 Messenger)를 타고 이륙을 했다. 그 당시 안개가 끼어 있었고 영국 해협을 건너 프랑스로 향하였지만 1924년 1월 11일 그의 유해가 발견됐다. 그의 이름을 딴 스페리상이 제정됐다.